# Grattersdorf
Grattersdorf là một đô thị ở bang Bayern. Đô thị này thuộc huyện Deggendorf. Grattersdorf có diện tích 25,98 km2.